# Rya Kihlstedt
Rya Kihlstedt, född 23 juli 1970 i Lancaster, Pennsylvania, är en amerikansk skådespelare. Kihlstedt är troligen främst känd för sina roller i Lycksökerskorna, Ensam hemma igen och Dexter. Hon är sedan 1994 gift med skådespelaren Gil Bellows, med vilken hon har en dotter född 1999 och en son född 2001. 

## Filmografi i urval
- 1994 -  North and South (TV-serie)
- 1994 – Seaquest DSV (TV-serie)
- 1995 – Lycksökerskorna (TV-serie)
- 1996 – Morgondagens hjälte (TV-serie)
- 1997 – Ensam hemma igen
- 1998 – Deep Impact
- 2000 – CSI: Crime Scene Investigation (TV-serie)
- 2010 – Criminal Minds (TV-serie)
- 2011 – NCIS (TV-serie)
- 2011 – Dexter (TV-serie)
- 2012-2013 - Nashville (TV-serie)
- 2013 – 3 Days in Havana
- 2014 – Drop Dead Diva (TV-serie)
- 2015-2016 - Heroes Reborn (TV-serie)
- 2016 – Once Upon a Time (TV-serie)
- 2025 – Final Destination: Bloodlines